# Joan Ingram
Joan Ingram (* 28. Februar 1910; † 4. Februar 1981 in Westminster (London)) war eine englische Tischtennis- und Tennisspielerin. Sie gewann bei den Weltmeisterschaften 1928 insgesamt drei Bronzemedaillen.

## Werdegang
Sehr wenig ist über Joan Ingram bekannt.
1926 nahm sie an der erstmals ausgetragenen Weltmeisterschaft in London teil. Für die Damen gab es damals nur den Einzel- und den Mixedwettbewerb, Doppel und Mannschaftskämpfe wurden nicht ausgetragen. Im Einzel kam sie in der ersten Runde kampflos weiter und verlor dann im Viertelfinale gegen Winifred Land. Im Mixed an der Seite ihres Landsmannes George Ross erreichte sie ebenfalls kampflos das Viertelfinale, ehe sie gegen das ungarisch-englische Paar Roland Jacobi/G.Gleeson (ENG) ausschieden.
Bei der nächsten WM 1928 in Stockholm wurde erstmals auch ein Doppelwettbewerb für Damen angeboten. Hier traten lediglich fünf Paare an. Dabei kamen Winifred Land/Joan Ingram kampflos eine Runde weiter und scheiterten dann im Halbfinale an Mária Mednyánszky/Fanchette Flamm (Ungarn/Österreich). Im Mixed trat sie mit Charles Bull (England) an. Nach dem Sieg gegen Folke Johansson/Carin Westberg (Schweden) kamen sie kampflos ins Halbfinale, wo sie an Zoltán Mechlovits/Mária Mednyánszky scheiterten. Im Einzel gewann sie gegen Margyl Brandt (Schweden) und Fanchette Flamm (Österreich). Dies reichte erneut für Bronze. Das Endspiel verpasste sie durch die Niederlage gegen die spätere Weltmeisterin Mária Mednyánszky (Ungarn).
Weniger erfolgreich schnitt Joan Ingram bei ihrer dritten und letzten Teilnahme an WM 1929 ab. Sie gewann im Einzel gegen Varga (Ungarn) und verlor dann gegen die Österreicherin Josefine Kolbe. Im Doppel meldete sie sich mit der Engländerin Ann Haydon an, wo sie in der ersten Runde kampflos weiterkam, in der nächsten Runde aber nicht antrat. Die Mixedpaarung Charles Bull/Ingram (England) besiegte Erno Földi/Rosenberg (Ungarn) und verlor gegen Manfred Feher/Lili Forbath (Österreich).
Bei den Offenen Meisterschaften von England kam sie 1926/27 im Doppel mit Doris Gubbins und im Mixed mit Lionel Farris auf den ersten Platz. 1927/28 wurde sie bei den Internationalen Deutschen Meisterschaften in Berlin im Einzel Dritter.
Ende 1928 wurde Joan Ingram in der ITTF-Weltrangliste auf Platz fünf geführt.
Danach trat sie international in der Tischtennis-Szene nicht mehr in Erscheinung. Von 1932 bis 1939 spielte sie in Wimbledon Tennis, danach nochmals 1947.

## Turnierergebnisse
| Verband | Veranstaltung     | Jahr | Ort       | Land | Einzel        | Doppel        | Mixed         | Team |
| ------- | ----------------- | ---- | --------- | ---- | ------------- | ------------- | ------------- | ---- |
| ENG     | Weltmeisterschaft | 1929 | Budapest  | HUN  | letzte 16     | Viertelfinale | letzte 16     |      |
| ENG     | Weltmeisterschaft | 1928 | Stockholm | SWE  | Halbfinale    | Halbfinale    | Halbfinale    |      |
| ENG     | Weltmeisterschaft | 1926 | London    | ENG  | Viertelfinale |               | Viertelfinale |      |